# Billy (chanson de James Blunt)
Pour les articles homonymes, voir Billy.
Pistes de Back to Bedlam
So Long, Jimmy Cry
Billy est une chanson de James Blunt, dédiée à son meilleur ami, Billy.
C'est un titre de l'album Back to Bedlam.